# Aderpas
Aderpas is een kevergeslacht uit de familie van de boktorren (Cerambycidae). De wetenschappelijke naam van het geslacht werd voor het eerst geldig gepubliceerd in 1864 door Thomson.

## Soorten
Aderpas omvat de volgende soorten:
- Aderpas brunneus (Thomson, 1858)
- Aderpas congolensis Hintz, 1913
- Aderpas fuscomaculatus Breuning, 1981
- Aderpas griseotinctus Hunt & Breuning, 1955
- Aderpas griseus (Thomson, 1858)
- Aderpas lineolatus (Chevrolat, 1856)
- Aderpas nyassicus Breuning, 1935
- Aderpas pauper (Fåhraeus, 1872)
- Aderpas punctulatus Jordan, 1894
- Aderpas ugandicola Breuning, 1964